# モーリタニアの世界遺産

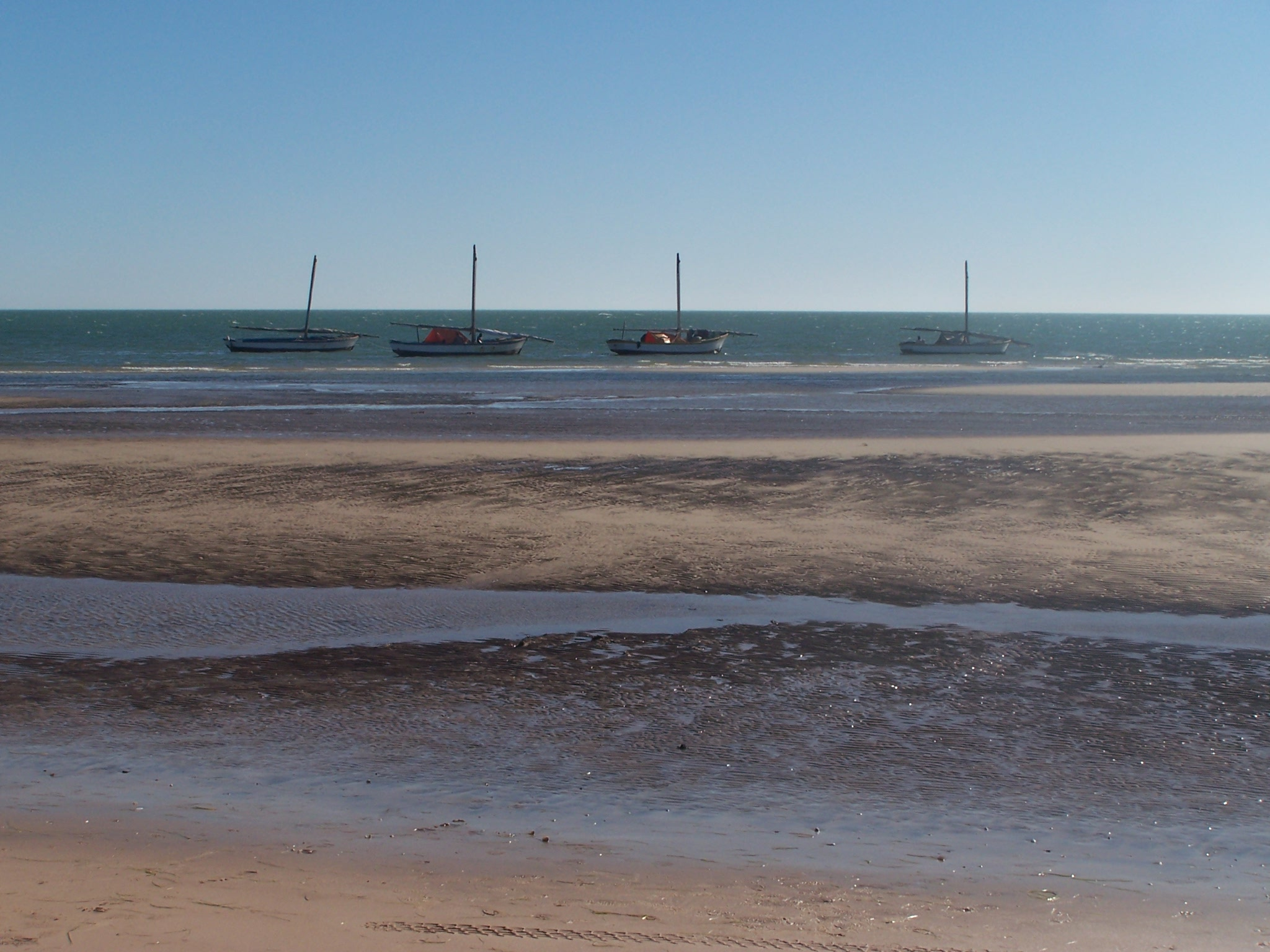
バン・ダルガンの漁船

モーリタニアの世界遺産（モーリタニアのせかいいさん）はユネスコの世界遺産に登録されているモーリタニアの文化・自然遺産の一覧。

## 文化遺産
- ウアダン、シンゲッティ、ティシット、ウアラタの古いクスール - (1996年)

## 自然遺産
- バン・ダルガン国立公園 - (1989年)

## 複合遺産
なし